# إرمير لينياني
إرمير لينياني (بالألبانية: Ermir Lenjani) (5 أغسطس 1989 في بريشتينا في كوسوفو – )؛ هو لاعب كرة قدم كان يلعب كمدافع. يلعب مع منتخب ألبانيا لكرة القدم منذ عام 2013.

## مسيرته الكروية
لعب إرمير لينياني خلال مسيرته الاحترافية مع 7 أندية في ثمانية عشر موسمًا وسجل خلالها 33 هدفًا ضمن 257 مباراة. ولم يفز بأي موسم بالكأس أو بالدوري.
خاض إرمير لينياني مسيرته مع نادي فينترتور في موسم 2008–09 ليلعب معه خمسة مواسم، مشاركًا في 96 مباراة سجل خلالها 17 هدفًا. ثم انتقل إلى نادي سانت غالن في موسم 2012–13 واستمر معه طيلة ثلاثة مواسم، حيث شارك في 48 مباراة سجل خلالها هدفين. لينتقل بعدها إلى نادي ستاد رين في موسم 2014–15 في المرة الأولى ولمدة موسمين ثم في موسم 2016–17 لمدة موسم واحد، مشاركًا طوالها في 6 مباريات ولم يسجل أي هدف. ثم انتقل إلى نادي نانت في موسم 2015–16 لمدة موسم واحد، مشاركًا في 20 مباراة سجل خلالها هدفًا واحدًا. هذا وانتقل لاحقًا إلى نادي سيون في موسم 2017–18 واستمر معه طيلة ثلاثة مواسم، مشاركًا في 76 مباراة سجل خلالها 13 هدفًا.

## وصلات خارجية
- إرمير لينياني على موقع الاتحاد الدولي (مؤرشف)  (الإنجليزية)
- إرمير لينياني على موقع الاتحاد الأوربي (الإنجليزية)
- إرمير لينياني على موقع اتحاد تركيا (لاعب) (الإنجليزية)
- إرمير لينياني على موقع قاعدة بيانات كرة القدم.إي يو (الإنجليزية)
- إرمير لينياني على موقع ناشيونال فوتبول تيمز (الإنجليزية)
- إرمير لينياني على موقع Soccerway.com (الإنجليزية)
- إرمير لينياني على موقع عالم كرة القدم.نت (الإنجليزية)
- إرمير لينياني على موقع AS.com (الإسبانية)